# Cẩm An
Cẩm An is een phường van Hội An, naast Tam Kỳ de tweede stad van de provincie Quảng Nam.
Cẩm An ligt aan de Zuid-Chinese Zee.